# (5626) 1991 FE
1991 أف إي (ويعرف أيضًا باسم (5626) 1991 أف إي وفق تسمية الكوكب الصغير) (بالإنجليزية: 1991 FE)‏ هو كويكب ضمن حزام الكويكبات؛ وترتيبه 5626 من حيث الاكتشاف.
اكتُشف هذا الجُرم الفلكي بواسطة سبيس واتش في 18 مارس 1991.

## وصلات خارجية
- (5626) 1991 FE في قاعدة بيانات مختبر الدفع النفاث لأجرام النظام الشمسي الصغيرة

- الاكتشاف · مخطط المدار ·  العناصر المدارية · المعلمات المادية

- (5626) 1991 FE على موقع ويكي سكاي: DSS2, SDSS, GALEX, IRAS, Hydrogen α, X-Ray, Astrophoto, Sky Map, Articles and images